# 买买提肉孜·买买提
买买提肉孜·买买提（20世纪？—1997年6月4日），男，维吾尔族，新疆维吾尔自治区墨玉县人，村干部。

## 生平
买买提肉孜·买买提是新疆维吾尔自治区和田地区墨玉县普恰克其乡荒地村的干部。1997年6月4日，四个恐怖分子闯入买买提肉孜·买买提家，对买买提肉孜·买买提连捅11刀，致使买买提肉孜·买买提遇害身亡。